# Дометиан (Горохов)
Епи́скоп Дометиа́н (в миру Дми́трий Васи́льевич Горо́хов; 26 мая (7 июня) 1879, село Илёк, Белгородский уезд, Курская губерния — 20 декабря 1937, Мариинск) — епископ Русской православной церкви, епископ Арзамасский, викарий Нижегородской епархии.

## Биография
Родился в 1879 года в селе Илёк-Кошары Белгородского уезда Курской губернии (ныне Ракитянский район Белгородской области). В деле 1937 года написано, что он является уроженцем села Подол Курской области. Был выходцем из духовного сословия.
В 1909 году окончил Киевскую духовную академию со степенью кандидата богословия правом получения степени магистра без нового устного испытания и назначен помощником инспектора академии. В 1914 году защитил магистерскую диссертацию богословия.
Совмещал инспекторскую должность в академии с преподаванием в частной гимназии Киевского округа.
В 1915 году был призван в армию, учился в Николаевском училище, которое окончил в 1916 году, получил чин прапорщика и служил при этом училище до 1917 года.
Затем вернулся на прежнюю должность в Киевской духовной академии и трудился на этом поприще до её закрытия в 1919 году. После этого до 1925 года учительствовал.
В 1925 году выехал в Москву и в Покровском монастыре был пострижен в монашество с именем Дометиан, а затем рукоположён в сан иеромонаха.
Служил в Покровском монастыре. Его деятельность встретила положительный отзыв архимандрита Вениамина (Милова), исполняющего тогда обязанности наместника монастыря. В записи его дневника от 18 апреля 1928 года читаем: «С моей болезнью совпала усиленная проповедническая деятельность в монастыре магистра богословия иеромонаха Дометиана (Горохова), впоследствии епископа Арзамасского. Может быть, в целях завоевания популярности он проявлял завидную неутомимость в благовествовании слова Божия. Напряжённая работа его на ниве проповеди Евангелия скоро была замечена властью, и он, к удивлению прихожан, неожиданно подвергся аресту сроком на четыре месяца. Взяли его в тюрьму, по-видимому, вместо меня и обвинили в помощи Преосвященному Гурию по упорядочению монастырской жизни, тогда как соратником епископа Гурия был, собственно, я».
1 августа 1928 года хиротонисан во епископа Арзамасского, викария Нижегородской епархии.
Эту кафедру он возглавлял три года до своего первого ареста в 1931 году. Очевидно, что епископ Дометиан проходил по сфабрикованному чекистами групповому Арзамасскому делу «церковников» в качестве руководителя так называемой «контрреволюционной» организации. Сам суд над епископом состоялся 23 сентября 1932 года, в итоге приговорён к 8 годам заключения.
3 октября 1932 года над решением Церковного суда за допущенные им канонические преступления был лишён права занимать архиерейские кафедры и приговорён к трёхлетнему запрещению в священнослужении (по 3 октября 1935 года). Синодальным постановлением от 30 ноября 1933 года: «…имеющийся в деле и заслушанный материал, хотя и устанавливает блазненное поведение епископа Дометиана в отношении к женскому полу, но не заключает в себе определённых данных к обвинению его в самом акте любодейства… Не лишая епископа Дометиана (Горохова) священного сана, признать его отселе неправоспособным к занятию архиерейских кафедр и, продолжив до трёх лет (по 3 октября 1935 года) наложенное на него запрещение в священнослужении, ношении архиерейской мантии и панагии, поручить епископа Дометиана по месту его жительства особому наблюдению епархиального архиерея».
С 1932 года епископ Дометиан находился на строительстве Беломоро-Балтийского канала, в 1933 году он был освобождён досрочно, — очевидно, как многие выжившие «ударники» этого канала, и тогда смог представить в Синод митрополита Сергия объяснения по своему «делу». Местом его жительства стала Рязань, с 1934 года он служил там в Скорбящической церкви.
28 августа 1936 года был арестован по обвинению в «контрреволюционной деятельности». Особым совещанием при НКВД СССР 2 декабря 1936 года епископ Дометиан был осуждён «за контрреволюционную деятельность» на три года исправительно-трудовых лагерей. В его лагерной учётно-справочной карточке значится, что заключённый был «оформлен в распоряжение Сиблага» (г. Мариинск Новосибирской области). Он был отправлен в лагеря Сиблага из Сырзанской тюрьмы 3 января 1937 года и «прибыл (в) Орлово-Розовской пункт 15 июня 1937 г.».
24 ноября 1937 года был арестован в Орлово-Розовском пункте Сиблага вместе с другими «участниками заговора». Тогда же у него был произведён обыск, по результатам которого были изъяты только «три банки консервов».
8 декабря 1937 года тройкой УНКВД по Новосибирской области приговорён к расстрелу. 20 декабря 1937 года был расстрелян в составе группы заключённых из 19 заключённых, осуждённых с ним по одному делу, в Мариинске или его окрестностях.

## Труды
- «К вопросу о предмете христианской апологетики и о предмете христианского богословия вообще». Киев, 1911.
- «Буддизм в сравнении с христианством». (Магистерская диссертация). Киев, 1914.